# L42A1
El L42A1 es un fusil de francotirador de cerrojo, que dispara el cartucho 7,62 x 51 OTAN.

## Detalles de diseño
El L42A1 fue resultado del recalibrado a 7,62 mm de los fusiles de la Segunda Guerra Mundial Lee-Enfield No. 4 Mk1(T) y No. 4 Mk1*(T) de 7,70 mm, que continuaron en servicio por algún tiempo después que el fusil semiautomático L1A1 de 7,62 mm reemplazó al Lee-Enfield No. 4 como fusil estándar en 1957. Se distinguía de otras variantes de posguerra del Lee-Enfield No. 4 en que el eje del gatillo estaba en el guardamonte, como en los No.4 Mk1 y Mk1*, no en el cajón de mecanismos como en los posteriores No. 4 Mk 2, Mk 1/2 y Mk 1/3 de 7,70 mm y otros fusiles recalibrados a 7,62 mm.
El programa de recalibrado se llevó a cabo en la Royal Small Arms Factory Enfield desde 1970 hasta 1971, recalibrándose unos 1.080 fusiles. Se les instaló un nuevo cañón pesado forjado para el cartucho 7,62 x 51 OTAN, cuya ánima tenía cuatro estrías dextrógiras en lugar de las cinco estrías levógiras del estriado Enfield empleado en los cañones de calibre 7,70 mm. El cañón pesado era flotante, lo que significaba que el estándar de precisión requerido podía alcanzarse sin que el cañón se apoye sobre el guardamanos de madera como en el No. 4 Mk1(T). Por lo tanto, el guardamanos se acortó a 12,7 mm delante de la abrazadera intermedia y se le instaló una mitad superior de nuevo diseño.
La mira telescópica No. 32 de 3,5x aumentos fue reacondicionada y la arandela de compensación de caída de la bala en la perilla de elevación se modificó para las características balísticas del cartucho 7,62 x 51 OTAN a una distancia de 1.000 m en incrementos de 50 m. La versión modificada fue redesignada "Mira telescópica  L1A1".
Se le acopló un nuevo cargador para el cartucho 7,62 x 51 OTAN; es reconocible por su forma más cuadrada cuando es comparado con el cargador para cartuchos .303 British. Un resalte templado en el labio izquierdo del cargador actúa como un eyector, aunque el tornillo del eyector de casquillos de .303 British quedó en su lugar. Se conservó la culata con su carrillera atornillada, sin embargo el número de serie de la mira telescópica estampado en la unión de la empuñadura y el guardamanos fue tachado con aspas y se estamparon nuevos números. Los marcajes del lado izquierdo del cajón de mecanismos fueron tachados y se estamparon nuevos marcajes que indicaban la nueva designación del fusil y el cartucho que disparaba. A veces los marcajes originales son parcialmente visibles debajo de los nuevos.
Se fabricó un nuevo maletín de transporte más grande para el L42A1.

## Historial de combate
El L42A1 entró en servicio en 1970 y fue empleado por el Ejército Británico, los Royal Marines y el Regimiento de la RAF. Fue reemplazado por el Accuracy International AW, designado L96A1, en 1985.
Fue empleado en varios conflictos, como la Guerra de Dhofar en Omán, el Conflicto norirlandés, la Guerra de las Malvinas, y la Guerra del Golfo.
El L42A1 fue el último modelo de una larga serie de fusiles de cerrojo cuyos tetones de acerrojado se ubicaban en la parte posterior del cerrojo, diseñados por James Paris Lee para el Ejército británico. Este tipo de cerrojo fue empleado por primera vez en el fusil Lee-Metford de 1888.

## Variantes
L39A1
Variante para tiro al blanco, producida para equipos militares de tiro deportivo. Era parecido al L42A1, excepto que estaba equipado con un punto de mira tubular y alza con ajustes micrométricos Parker-Hale en lugar de la mira telescópica y su culata no tiene carrillera. Los fusiles eran suministrados sin mecanismos de puntería, que debían ser instalados por las unidades que los emplearían. Algunos fusiles fueron reequipados con una empuñadura tipo pistola curvada, similar a la de la culata del fusil No. 8 de 5,6 mm. Como no precisaba ser alimentado desde un cargador, el L39A1 era suministrado con un depósito para cartuchos .303 British, cuya teja elevadora actuaba como plataforma de carga para usarse como fusil monotiro; aunque también se le instalaron depósitos para cartuchos 7,62 x 51 OTAN, modificando su cajón de mecanismos para poder insertarlos. El cañón era el mismo modelo pesado forjado del L42A1, equipado con un punto de mira Parker-Hale.
No.4 7.62mm CONV
Como el L39A1, excepto que los fusiles eran suministrados de fábrica con alzas Parker-Hale 5c, culata tipo No. 8 y depósitos para cartuchos 7,62 x 51 OTAN como estándar. Estos fusiles comparten el mismo rango de números de serie que el L39A1 (ambos modelos más prototipos experimentales de preproducción juntos). Estos fusiles fueron principalmente enviados a la Army Rifle Association, estando disponibles para su compra por unidades militares.
Enfield Enforcer
Variante para francotirador policial empleada por varias agencias policiales británicas desde inicios de la década de 1970. Se parece al L39A1, tiene una culata tipo Monte Carlo con empuñadura semipistola y carrillera integrada. Era vendido con una mira telescópica de alta calidad Pecar Berlin hecha en Alemania Oriental. Los soportes de la mira telescópica eran modelos civiles; no se parecían a los soportes atornillables del No.4 Mk1(T) empleados en el L42A1. También se le podía instalar alzas y puntos de mira similares a los empleados en el L39A1. Se le instaló un cargador para cartuchos 7,62 x 51 OTAN y se produjeron 767 fusiles.
Enfield Envoy
Es parecido al L39A1, pero fue producido con un acabado exterior de alta calidad para su venta en el mercado civil. Tiene un guardamanos más ancho con la misma forma del No. 8, siendo suministrado con una culata tipo No. 8.

## Usuarios
- Reino Unido: Fue empleado por el Ejército británico, los Royal Marines y el Regimiento de la RAF (L42A1).[12][3] También es empleado por las unidades especiales de varias agencias policiales británicas (Enforcer).

### Entidades no estatales
- Fuerzas Libanesas: empleó fusiles L42A1 y Enforcer.[cita requerida]